# Henry Munyaradzi

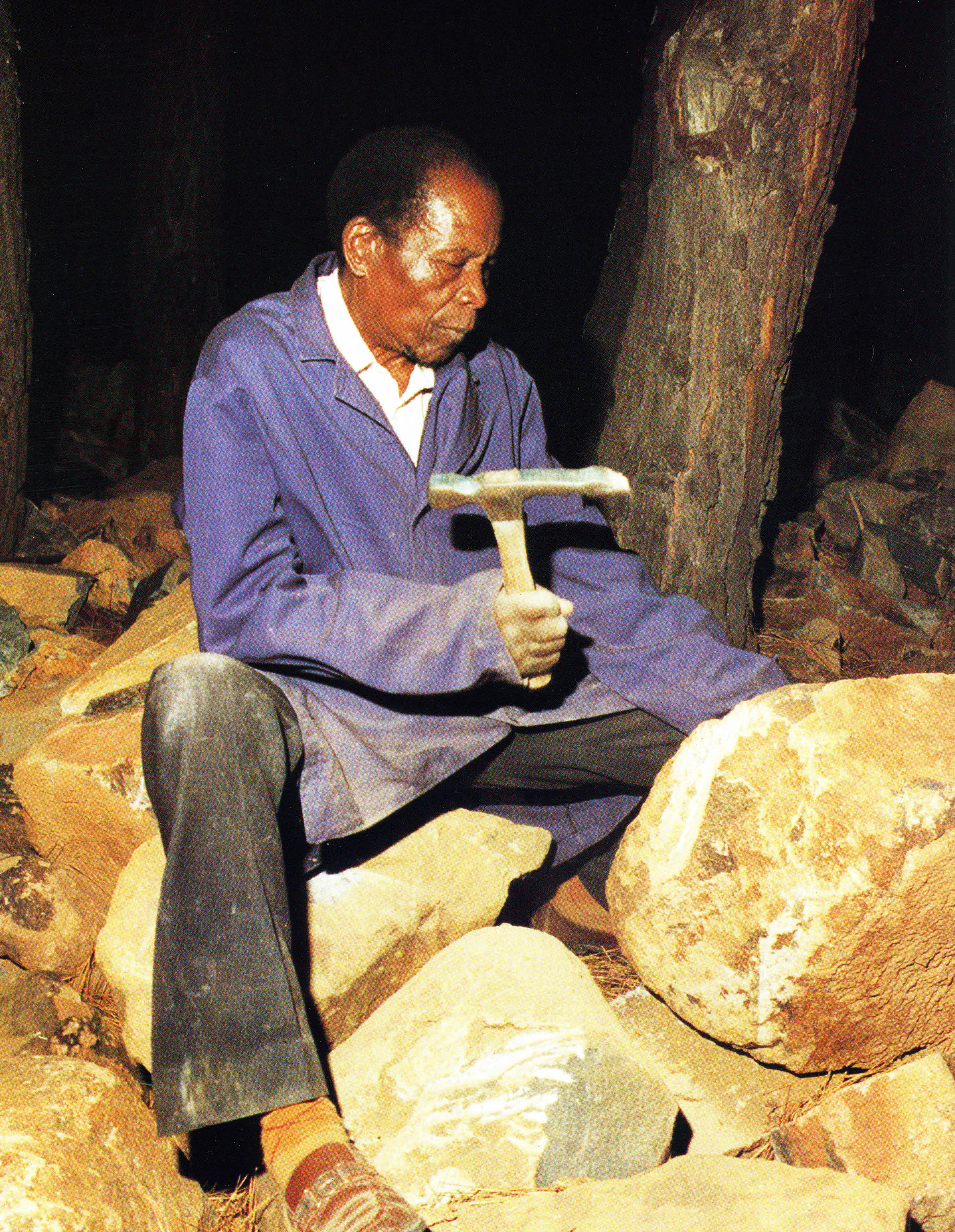
Henry Munyaradzi (1994)

Henry Munyaradzi (* 1931 in Guruve, Nord-Simbabwe; † Juli 1998) ist ein Vertreter der ersten Generation moderner Bildhauer Simbabwes.

## Biographie
Als Sohn eines Geistersehers, der die Familie früh verließ, verlebte Munyaradzi wie für das ländliche Simbabwe üblich – seine Kindheit und Jugend ohne Schulbildung und arbeitete als Hirte und Jäger mit Pfeil und Bogen. Er arbeitete unter anderem als Dorfschmied, Tischler und Tabaksortierer und in vielen anderen Berufen, bis er 1967 zufällig in die von dem Tabakpflanzer Tom Blomefeld gegründete Künstlerkolonie Tengenenge kam. Dort sah er sechsunddreißigjährig zum ersten Mal Bildhauer bei der Arbeit. Die Idee der Künstlerkolonie veränderte sein Leben. Seine bildhauerische Meisterschaft erarbeitete er sich ohne Kenntnis des stilbildenden Werkes von Bernard Matemera und Josiah Manzi autodidaktisch und wurde bald zu einem führenden Bildhauer der in Tengenge. Zu dieser Zeit kam es zu einer Wiederbelebung der Steinbildhauertradition Simbabwes, auch als Shona-Kunst bezeichnet. Bereits 1968 wurden Munyaradzis Werke in der Nationalgalerie in Harare gezeigt; Ausstellungen im Musée Rodin in Paris und im New Yorker Museum of Modern Art begründeten Anfang der 1970er Jahre sein internationales Renommée. Um unbeeinflusst seinen individuellen Stil weiterentwickeln zu können, verließ er 1975 Tengenenge. Nach einer Einzelausstellung in London 1984 war es ihm möglich, sich eine eigene Farm in Ruwa südöstlich von Harare zu kaufen Von 1985 bis zu seinem Tod 1998 lebte und arbeitete er dort zurückgezogen in engem Kontakt mit der Natur. Sein eigentümlicher und sehr einfacher Stil ist so prägnant, dass er mit keinem anderen Shonabildhauer verwechselt werden kann.

## Stil
Das Wesen von Munyaradzis Werk liegt im Respekt vor dem Stein selbst, seiner Form, Farbe und Struktur, aus denen er seine Inspiration bezog. Charakteristisch für ihn sind sich überschneidende flache Rechtecke, kreisrunde, konische, sphärische, zylindrische Formen, die in ihrem klaren Schnitt und ihrer Reinheit vollkommen miteinander harmonieren und dennoch von natürlicher Körperlichkeit sind. Henry Munyaradzi ließ sich meist von der natürlichen Form des Steins zu spontaner Arbeit ohne Vorzeichnung oder Vermessung inspirieren. Er war ein sehr gläubiger Mensch; Freundschaft, Familie und die Geschichten der Bibel waren eine Motivquelle für seine Werke.

## Ausstellungen
Seit der ersten Ausstellung 1968 in der National Gallery of Rhodesia im damaligen Salisbury war Henry Munyaradzi mit Einzel- und Gruppenausstellungen lokal und international präsent. Mit acht Einzelausstellungen war er in London, Los Angeles, Berlin, Heidelberg und Harare vertreten. Seine Werke befinden sich in der National Gallery of Zimbabwe, im Chapungu Skulpturenpark und neben jenen von Henry Moore, Constantin Brâncuși und Rodin in der Feingarten Gallery in Los Angeles, im Art Center Berlin sowie in Museen und Privatsammlungen auf der ganzen Welt.